# G-dúr
A G-dúr dúr hangsor, amelynek az alaphangja a G és továbbá tartalmazza az A, H, C, D, E és F♯ hangokat. Ez a skála G hangtól G hangig tart. A hangsor egy félhanggal rendelkezik, a F♯-szel (fisszel), amely a hetedik hangja a skálának, ezért előjegyzése egy kereszt, ami az ötödik vonalon helyezkedik el. Az előjegyzésből lehet tudni, hogy az adott mű milyen hangnemben van.
A G-dúr előjegyzésére onnan is rá lehet jönni, hogy az előjegyzés nélküli C-dúr ötödik fokára kell lépni. Ez lesz a G hang. Az egy kereszttel módosított hang úgy jön létre, hogy a létrejött skála hetedik hangját fel kell emelni félhanggal. Így lesz az F hangból F♯ hang. Ezt a módszert az összes keresztes dúrnál lehet alkalmazni. Két keresztes dúr skála a D-dúr, ami a G-dúrból jön létre és a két félhangja lesz: a G-dúrból megmaradt F♯ és a félhanggal felemelt hetedik hang, a C♯ (cisz).
Ha a vonalrendszerben egy kereszt az előjegyzés, akkor úgy lehet kiszámolni, hogy milyen dúrban van a mű, hogy az utolsó keresztes hangot félhanggal felemeljük és megkapjuk a dúr hangsor nevét. Ehhez tudni kell, hogyan jönnek sorba a keresztes hangsorok: fisz, cisz, gisz, disz, aisz, eisz, hisz.
A fisz, a G-dúr hangsor vezetőhangja, ami azt jelenti hogy a hetedik fokán van a skálának. A hetedik és nyolcadik fok között mindig kis szekund (K2) hanglépés van. A skálákban minden esetben 2 darab K2 lépés van, amely a harmadik és a negyedik, illetve a hetedik és nyolcadik hangok között van.
A G-dúr hozzátartozó mollja a g-moll és a párhuzamos mollja pedig az e-moll.